# Випрямлення змінного струму
Ви́прямлення  — перетворення змінного струму у постійний. Для випрямлення використовуються електричні пристрої, які пропускають струм тільки в одному напрямку — вентилі або діоди.
Випрямляч електричної енергії — механічний, електровакуумний, напівпровідниковий або інший пристрій, призначений для перетворення змінного вхідного електричного струму в постійний вихідний електричний струм.
Пристрій, що виконує зворотну функцію — перетворення постійних напруги і струму в змінні напругу і струм — називається інвертором. За принципом зворотності електричних машин випрямляч та інвертор є двома різновидами однієї і тієї ж електричної машини (справедливо тільки для інвертора на базі електричної машини — двомашинного агрегату).

## Історія
У 1873 році Фредерік Гатрі виявив, що піднесення до нього заземленого розжареного до світіння шматка металу призведе до розряду позитивно зарядженого електроскопа. Коли електроскоп заряджений негативно, нічого не відбувається, а це означає, що електричний струм може текти лише в одному напрямку.

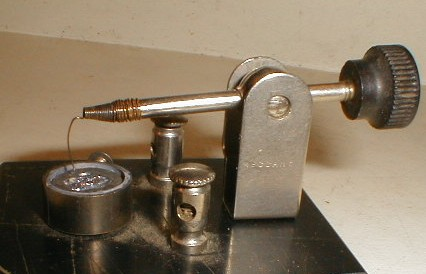
Кристалічний детектор із попередніх детекторних приймачів

У 1874 році Карл Фердинанд Браун виявив залежну від напрямку електричну провідність у деяких кристалах. У 1899 році він запатентував кристалічний випрямляч. Когерер, рання форма діода, датується приблизно тим же періодом.
Індійський учений Джагадіш Чандра Бозе першим використав кристали для виявлення електромагнітних хвиль у 1894 році. Перший практичний кристалічний детектор із кремнію був розроблений у 1903 році для радіоприймачів Грінліфом Віттієром Пікардом, який запатентував його у 1906 році.
Томас Едісон заново відкрив спостереження Гатрі в 1880 році під час експериментів з електричними лампочками та запатентував ефект у 1884 році, не знаючи жодного можливого застосування. Оуен Вілланс Річардсон пізніше науково описав цей ефект, тому його тепер називають ефектом Едісона-Річардсона. Приблизно через двадцять років Джон Амброуз Флемінг, спочатку співробітник Едісона, а пізніше науковий консультант Marconi Wireless Telegraph Company, зрозумів, що ефект Едісона-Річардсона можна використовувати для виявлення слабких радіосигналів. Він запатентував перше корисне застосування, ламповий діод («вентиль Флемінга») у 1904 році.

## Типи випрямлячів
Випрямлячі класифікують за такими ознаками:
- за видом перемикача (комутатора)
  - механічні синхронні з щітково-колекторним комутатором струму;
  - механічні синхронні з контактним перемикачем (випрямлячем) струму;
  - з електронною керованою комутацією струму (наприклад, тиристорні);
  - з електронною пасивною комутацією струму (наприклад, діодні);
- за потужністю
  - силові випрямлячі;
  - випрямлячі сигналів;
- за рівнем використання напівперіодів змінної напруги
  - однопівперіодні — пропускають в навантаження тільки одну півхвилю;
  - двопівперіодні — пропускають в навантаження обидві півхвилі;
  - неповноперіодні — не повністю використовують синусоїдальні півхвилі;
  - повноперіодні — повністю використовують синусоїдальні півхвилі;
- за схемою випрямлення — мостові, з множенням напруги, трансформаторні, з гальванічною розв'язкою, безтрансформаторні тощо;
- за кількістю використовуваних фаз — однофазні, двофазні, трифазні і багатофазні;
- за типом електронного вентиля — напівпровідникові діодні, напівпровідникові тиристорні, лампові діодні (кенотрони), газотрони, ігнітрони, електрохімічні тощо;
- за керованістю — некеровані (діодні), керовані (тиристорні);
- за кількістю каналів — одноканальні, багатоканальні;
- за величиною випрямленої напруги — низьковольтні (до 100 В), середньовольтні (від 100 до 1000 В), високовольтні (понад 1000 В);
- за призначенням — зварювальний, для живлення мікроелектронної схеми, для живлення лампових анодних кіл, для гальваніки тощо;
- за ступенем повноти мостів — повномостові, півмостові, чвертьмостові;
- за наявністю пристроїв стабілізації — стабілізовані, нестабілізовані;
- за управлінням вихідними параметрами — регульовані, нерегульовані;
- за індикацією вихідних параметрів — без індикації, з індикацією (аналоговою, цифровою);
- за способом з'єднання — паралельні, послідовні, паралельно-послідовні;
- за способом об'єднання — роздільні, об'єднані зірками, об'єднані кільцями;
- за частотою струму, що випрямляється — низькочастотні, середньочастотні, високочастотні.

## Схемотехнічні рішення

### Однопівперіодний випрямляч
На рисунку показана схема й принцип дії однопівперіодного випрямляча. Використовуючи односторонню провідність напівпровідникового діода, струм у зворотному напрямку відтинається.
При встановленні на верхній частині вторинної обмотки трансформатора полярності "+", а на нижній "-" вентиль D відкривається і струм протікає від вторинної обмотки трансформатора через навантаження R. При зміні полярності напруги на первинній обмотці трансформатора — вентиль D закритий і струм через навантаження не протікає.
Перевагою однопівперіодної схеми є те, що використовується лише один діод.
Недоліками даної схеми є малий ККД і велика пульсація напруги на схемі.

### Випрямляч з нульовим виводом трансформатора
На відміну від однофазного однопівперіодного випрямляча в однофазному випрямлячі з нульовим виводом струм у навантаженні протікає двічі за період у тому ж самому напрямку.
При встановленні на верхній частині вторинної обмотки трансформатора полярності "+", а на нижній "-" 
відкривається вентиль D1 (D2 закритий) і струм протікає від вторинної обмотки через навантаження R. При зміні полярності на виводах вторинної обмотки трансформатора — вентиль D2 відкритий (D1 закритий), струм проходить через навантаження R. При цьому зворотня напруга на діодах буде вдвічі більшою, ніж на навантаженні R.
Магніторушійні сили, що зумовлені постійними складовими струмів вторинних обмоток направлені зустрічно. Тому перевагою схеми є відсутність вимушеного підмагнічування осердя трансформатора.
Недоліком цієї схеми є неповне використання трансформатора — в кожен момент часу працює лише одна половина вторинної обмотки.

### Мостова схема
Для збільшення потужності випрямленого струму використовується мостова схема. Чотири діоди під'єднані таким чином, що під час половини періоду працюють лише два з них, а під час наступної половини — два інші, даючи корисний струм в тому ж напрямку.
При встановленні на верхній частині вторинної обмотки трансформатора полярності "+", а на нижній "-"  струм від вторинної обмотки протікає по колу D1, R, D4. При зміні полярності на виводах вторинної обмотки трансформатора — по колу D3, R, D2.
Перевагою мостового однофазного мостового випрямляча є те, що у цієї схеми вдвічі менша зворотня напруга на вентилі, порівняно зі схемою з нульовим виводом та високий коефіцієнт використання потужності трансформатора.
Недоліком схеми є необхідність застосування чотирьох вентилів, що призводить до підвищених втрат в них і більшому падінню напруги в випрямлячі.

## Трифазні випрямлячі
Найбільш поширені трифазні випрямлячі за схемою Міткевича В. Ф. (на трьох діодах, запропонована ним у 1901 р.) і за схемою Ларіонова А. Н. (на шести діодах, запропонована в 1923 р.). Випрямляч за схемою Міткевича є чвертьмостовим паралельним, за схемою Ларіонова — напівмостовим паралельним.

### Схема Міткевича

Три четвертьмоста паралельно. Схема Міткевича В. Ф.

Вид ЕРС на вході (точками) і на виході (суцільний)

Площа під інтегральною кривою рівна:
{\displaystyle S=6\int \limits _{\pi /6}^{\pi /2}E_{\text{m}}\sin(\omega t)\,d(\omega t)=6{\frac {\sqrt {3}}{2}}E_{\text{m}}=3{\sqrt {3}}E_{\text{m}}},
де {\displaystyle E_{\text{m}}={\sqrt {2}}E_{\text{2eff}}} — максимальне (найбільше) миттєве значення ЕРС, {\displaystyle E_{\text{2eff}}} — ефективне (діюче) значення ЕРС вторинної обмотки трансформатора або генератора.
Середня ЕРС рівна: {\displaystyle E_{\text{sr}}={\frac {3{\sqrt {3}}E_{\text{m}}}{2\pi }}=0{,}83E_{\text{m}}=1{,}17E_{\text{2eff}}.}
На холостому ходу і близьких до нього режимах ЕРС в колі з найбільшою на даному відрізку періоді ЕРС зміщує (закриває) діоди в колі з меншою на даному відрізку періоду ЕРС. Відносний еквівалентний активний опір при цьому рівний опору однієї гілки 3•r. При збільшенні навантаження (зменшенні Rn) з'являються і збільшуються відрізки періоду на яких обидві гілки працюють на одне навантаження паралельно. Відносний еквівалентний внутрішній активний опір на цих відрізках рівний 3•r/2. В режимі короткого замикання ці відрізки максимальні, але корисна потужність в цьому режимі рівна нулю.
Від'ємні напівперіоди у випрямлячі Міткевича не використовуються. Через це випрямляч Міткевича має дуже низький коефіцієнт використання габаритної потужності трансформатора і застосовується при невеликих потужностях.
Частота пульсації рівна 3• f, де f — частота мережі.
Абсолютна амплітуда пульсацій рівна {\displaystyle 0{,}5E_{\text{m}}}.
Відносна амплітуда пульсацій рівна 0,5/0,83 = 0,6 (60%).

## Фільтрація
Більшість випрямлячів створює не постійні, а пульсуючі односпрямовані напругу і струм, для згладжування пульсацій яких застосовують низькочастотні фільтри.

## Області використання
Застосування випрямлячів у блоках живлення радіо- і електроапаратури зумовлено тим, що зазвичай у системах електропостачання будівель або транспортних засобів (літаків, поїздів) застосовується змінний струм, і вихідний струм будь-якого електромагнітного трансформатора, застосованого для гальванічної розв'язки кіл або для зниження напруги, завжди змінний, тоді як у більшості випадків електронні схеми і електродвигуни цільової апаратури розраховані на живлення струмом постійної напруги.
У зварювальних апаратах постійного струму застосовуються найчастіше мостові схеми на потужних кремнієвих випрямних діодах — вентилях, з метою отримання постійної зварювальної напруги та струму. Він відрізняється від змінного тим, що при використанні його сильніше нагрівається область дуги близько позитивного (+) її полюсу, що дозволяє або здійснювати ощадливе зварювання деталей, або заощаджувати електроди, здійснюючи різання металу електродуговим зварюванням.

### Випрямлячі автономних транспортних засобів
Як правило, на автономних транспортних засобах (автомобілях, тракторах, тепловозах, теплоходах, атомоходах, літаках) для отримання електроенергії застосовують генератори змінного струму, так як вони мають велику потужність при менших габаритах і вазі, ніж генератори постійного струму. Але для приводів рушіїв транспорту зазвичай застосовуються двигуни постійного струму, так як вони дозволяють простим перемиканням полюсів живильного струму управляти напрямком руху. Це дозволяє відмовитися від складних, важких і ненадійних коробок перемикання передач. Також застосовується і для приводу бурильних верстатів бурових вишок.
Перетворювачі бортового електропостачання постійного струму автономних транспортних засобів використовуються для автотракторної, залізничної, водної, авіаційної та іншої техніки.
Генерація електроенергії на транспортному засобі зазвичай проводиться генератором змінного струму, але для живлення бортової апаратури необхідний постійний струм. Наприклад, в легкових автомобілях застосовуються електромеханічні або напівпровідникові випрямлячі.

### Випрямлячі електросилових установок
Енергопостачання заводів здійснюється електромережею змінного струму, але для приводів прокатних станів та інших агрегатів вигідніше використовувати двигуни постійного струму з тієї ж причини, що і для двигунів транспортних засобів.
Для гальванічних ванн (електролізерів) для отримання кольорових металів і сталі, нанесення металевих покриттів і гальванопластики.

### Зварювальні апарати
У зварювальних апаратах постійного струму застосовуються найчастіше мостові схеми на потужних кремнієвих випрямних діодах — вентилях, з метою отримання постійної зварювальної напруги і струму. Він відрізняється від змінного тим, що при використанні його сильніше нагрівається область дуги близько позитивного її полюса, що дозволяє або здійснювати зварювання деталей, що зварюються, переважно, плавким зварювальним електродом, або економити електроди, здійснюючи різання металів електродуговим зварюванням.